# Wailuku
Wailuku – jednostka osadnicza w Stanach Zjednoczonych, w hrabstwie Maui.